# Tiếng Kannada
Tiếng Kannada (ಕನ್ನಡ Kannaḍa) là một trong các ngôn ngữ chính của Ấn Độ, thuộc ngữ hệ Dravida chủ yếu được sử dụng ở bang Karnataka. Người sử dụng tiếng Kannada là khoảng 50 triệu người, khiến đây là ngôn ngữ lớn thứ 27 trên thế giới. Đây cũng là một ngôn ngữ chính tại Ấn Độ và là ngôn ngữ chính thức của bang Karnataka .

## Đặc điểm
Tiếng Kannada sử dụng chữ Kannada, vốn được phát triển từ chữ Kadamba. Tiếng Kannada đã được khắc lên đá từ thiên niên kỷ đầu tiên của Công Nguyên, và văn phạm tiếng Kannada cổ trở nên hưng thịnh trong thế kỷ thứ VI và thế kỷ thứ IX. Thuở đó văn phạm tiếng Kannada là thứ tiếng danh giá nhất của cả Ấn Độ. Chính phủ Ấn Độ hiện nay công nhận tiếng Kannada là ngôn ngữ cổ . Tiếng Kannada chịu ảnh hưởng từ tiếng Phạn. Vào thời tiếng Kannada Trung đại (thế kỷ XIV đến XVIII), tiếng Phạn đã ảnh hưởng nhiều đến cách từ vựng, ngữ pháp và phong cách văn chương Ấn Độ cũng như các nước trong vùng ảnh hưởng của Phật giáo.
| Bảng Unicode Kannada Official Unicode Consortium code chart Version 13.0 |   |   |   |   |   |   |   |   |   |   |   |   |   |   |   |   |
|                                                                          | 0 | 1 | 2 | 3 | 4 | 5 | 6 | 7 | 8 | 9 | A | B | C | D | E | F |
| U+0C8x                                                                   | ಀ | ಁ  | ಂ  | ಃ  | ಄ | ಅ | ಆ | ಇ | ಈ | ಉ | ಊ | ಋ | ಌ |   | ಎ | ಏ |
| U+0C9x                                                                   | ಐ |   | ಒ | ಓ | ಔ | ಕ | ಖ | ಗ | ಘ | ಙ | ಚ | ಛ | ಜ | ಝ | ಞ | ಟ |
| U+0CAx                                                                   | ಠ | ಡ | ಢ | ಣ | ತ | ಥ | ದ | ಧ | ನ |   | ಪ | ಫ | ಬ | ಭ | ಮ | ಯ |
| U+0CBx                                                                   | ರ | ಱ | ಲ | ಳ |   | ವ | ಶ | ಷ | ಸ | ಹ |   |   | ಼  | ಽ | ಾ  | ಿ  |
| U+0CCx                                                                   | ೀ  | ು  | ೂ  | ೃ  | ೄ  |   | ೆ  | ೇ  | ೈ  |   | ೊ  | ೋ  | ೌ  | ್  |   |   |
| U+0CDx                                                                   |   |   |   |   |   | ೕ  | ೖ  |   |   |   |   |   |   |   | ೞ |   |
| U+0CEx                                                                   | ೠ | ೡ | ೢ  | ೣ  |   |   | ೦ | ೧ | ೨ | ೩ | ೪ | ೫ | ೬ | ೭ | ೮ | ೯ |
| U+0CFx                                                                   |   | ೱ | ೲ |   |   |   |   |   |   |   |   |   |   |   |   |   |